# 那須塩原市営バス

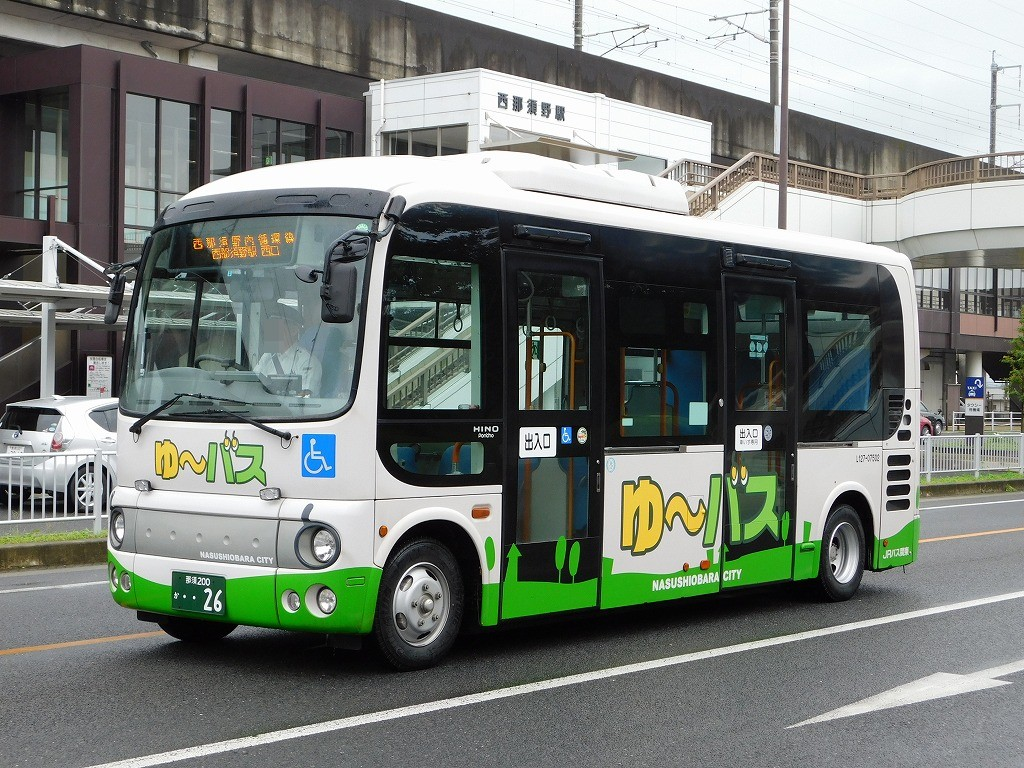
那須塩原市営バス（西那須野内循環線）
JRバス関東の車両

那須塩原市営バス（なすしおばらしえいバス）は、栃木県那須塩原市が運行するコミュニティバス。愛称は「ゆーバス」。6路線が運行されており、ジェイアールバス関東西那須野支店および関東自動車那須塩原営業所（2025年3月まではやしお観光バス）に運行を委託している。
本記事では、那須塩原市が運営するデマンド交通予約ワゴンバス「ゆータク」についても触れる。

## 沿革
- 2007年（平成19年）10月1日 - 運行開始[1]。当時は以下の7路線で運行されていた。
  - 塩原・上三依線
  - 宇都野線
  - 下大貫線
  - 接骨木線
  - 黒磯・西那須野線
  - 湯宮線
  - 鍋掛線
- 2015年（平成27年）10月1日 - 一部路線がデマンド交通「予約ワゴンバス」（ゆータク）による運行となる。
- 2024年（令和6年）4月1日 - ダイヤ改正実施。黒磯線（黒磯南高校止まり）を1往復減便。西那須野内循環線に「南郷屋4丁目」停留所を新設。複数停留所の名称を変更（「旧黒磯図書館前」→「黒磯中学校西」、「エイトタウン前」→「東豊浦」、「那須脳神経外科病院」→「那須北病院」ほか）。[2]
- 2025年（令和7年）4月1日 - やしお観光バスに委託されていた黒磯線が関東自動車に移管[3]。

## 運賃・乗車券類
- 大人200円、小児（小・中学生）100円、未就学児は無料。
- 西那須野線の黒磯線乗り入れ便（黒磯駅及び黒磯南高校直通）で、那須塩原駅をまたぐ乗車は大人400円、小児（小・中学生）200円。
- PASMO・Suicaなど交通系ICカードには対応していない。

### 「ゆーバス」「ゆータク」1日乗車券
- 大人400円、小・中学生200円
- 1日乗車券は「ゆーバス」「ゆータク」とも全線・全区間乗換自由。車内にて販売。

### 共通1日乗車券
- 大人700円、小・中学生400円
- 1日乗車券は「ゆーバス」「ゆータク」とも全線・全区間、そして大田原市営バス全線・全区間でも乗換自由。車内にて販売。

## 現行路線

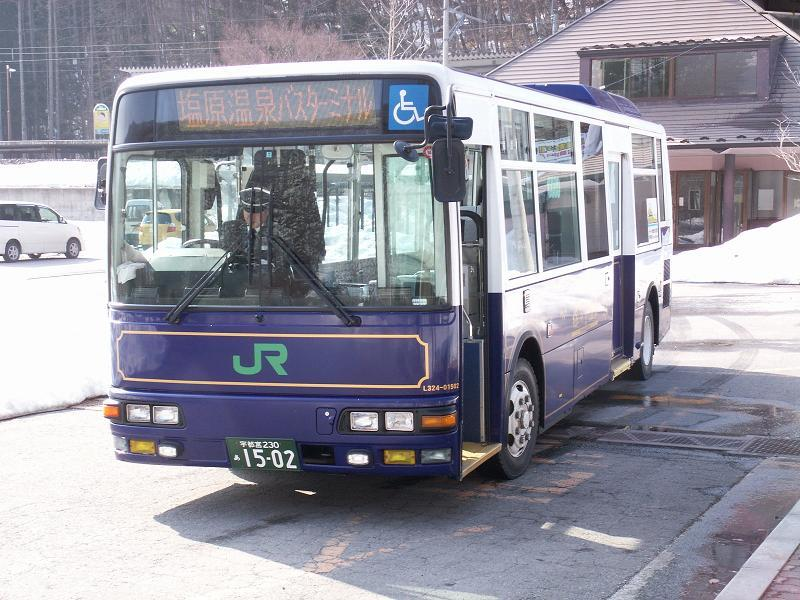
那須塩原市営バス（塩原地区）
JRバス関東の車両

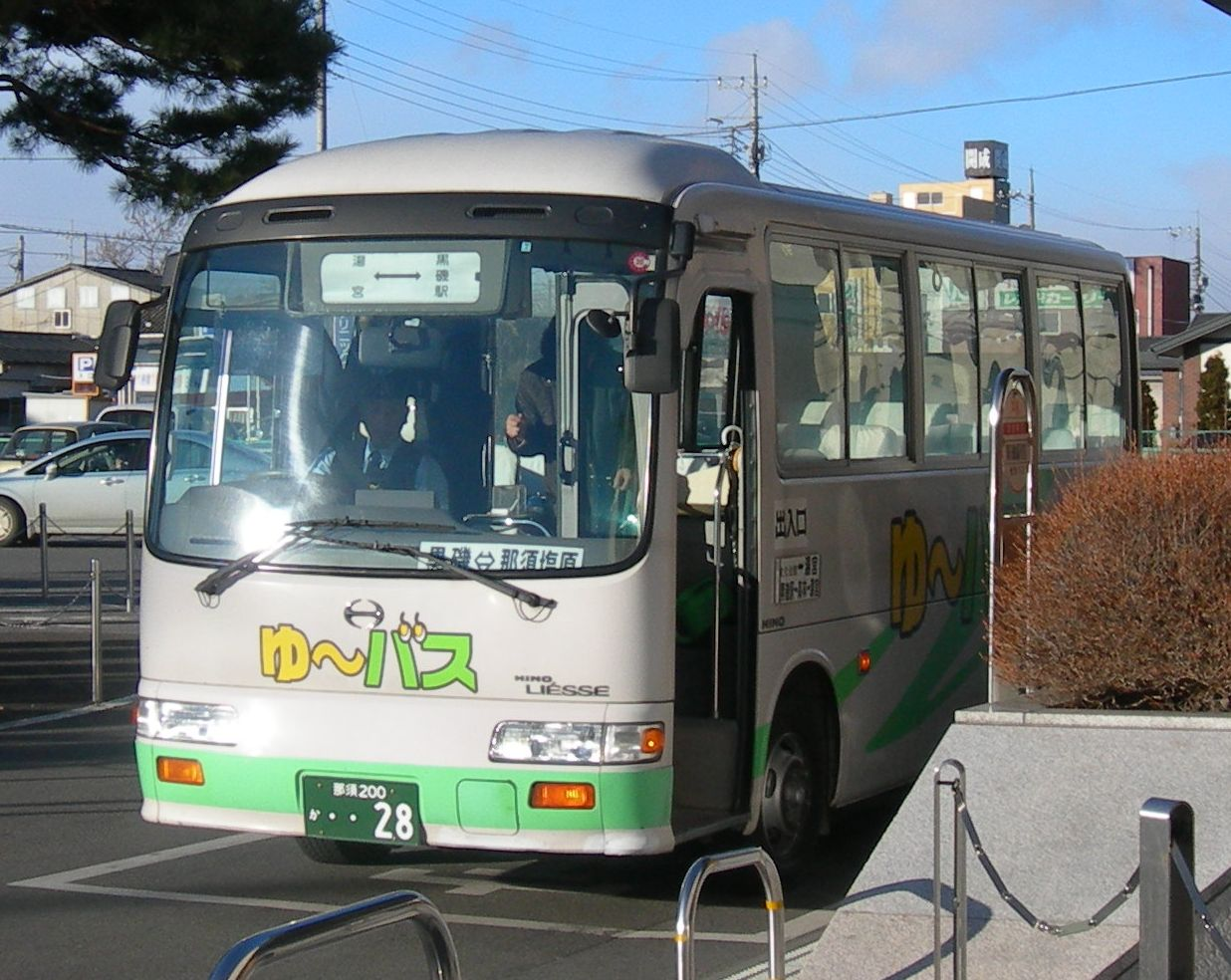
那須塩原市営バス（黒磯地区）
やしお観光バスの車両
日野・リエッセ（除籍済）

大半の路線をジェイアールバス関東に運行委託しているが、黒磯線に限りやしお観光バスが委託を受けている。
（太文字停留所は、途中始発終着の設定がなされている停留所）（[カッコ]は行先番号）

### 塩原・上三依線
以前は上三依塩原温泉口駅と塩原温泉郷を結ぶ上三依線と塩原温泉郷内を巡回する塩原循環線に分かれて運行されていたが、路線再編により全便が塩原温泉バスターミナル〜塩原温泉地区循環〜塩原温泉バスターミナル〜上三依塩原温泉駅の経路に統一された。上塩原始発の区間便も廃止された。
- [S10]塩原温泉バスターミナル - 医師会塩原温泉病院 - 夕の原 - 塩原塩釜 - [S10]塩原温泉バスターミナル - 塩原支所 - 元湯温泉口 - 上塩原 - [S11]上三依塩原温泉口駅

### 西那須野線
- [W1]西那須野駅西口 - 西那須野庁舎 - 国際医療福祉大学病院前 - （イオンタウン那須塩原店） - [N3]那須塩原駅西口
一部の便は那須塩原駅西口を介して黒磯線との直通運行を実施。

### 西那須野外循環線
- [W1]西那須野駅西口 - 三島中学校入口 - 国際医療福祉大学病院前 - 赤田工業団地入口 - 西小学校 - 南小学校前 - 常盤ヶ丘 - [W2]西那須野駅東口

### 西那須野内循環線
- [W1]西那須野駅西口 - 西那須野庁舎 - 西原町 - 那須野が原博物館 - 乃木神社参道入口 - 那須清峰高校入口 - 二つ室 - [W2]西那須野駅東口

### 黒磯線
- [N3]那須塩原駅西口 - 黒磯南高校前 - （ヨークベニマル上厚崎店） - 那須塩原市役所 - 菅間記念病院 - いきいきふれあいセンター前 - [K5]黒磯駅西口 - 晩翠橋 - 黒磯駅東口 - エイトタウン那須塩原 - （ビバモール前） - 松ヶ丘団地 - 鍋掛十文字 - [K31]那須北病院
一部の便は那須塩原駅西口を介して西那須野線との直通運行を実施（JRバス関東が運行）。

### 黒磯線（黒磯南高校止まり）
- （菅間記念病院経由）[K5]黒磯駅西口 - いきいきふれあいセンター前 - 菅間記念病院 - 那須塩原市役所 - [K30]黒磯南高校前
- （急行）[K5]黒磯駅西口 - 黒磯健康保健センター前 - 共墾社 - [K30]黒磯南高校前

## ゆータク（デマンド交通）
事前に電話予約をして利用する。経路が決まっており、経路上にはバス路線と同じくポールが設置されているが、経路上では全区間フリー乗降となる。
- 新湯線（医師会塩原温泉病院～塩原温泉バスターミナル～塩原支所～上の原集会施設～新湯公民館）
- 宇都野線（西那須野駅西口～上大貫境～根古屋～ハロープラザ～アグリパル塩原、ハロープラザ～根古屋～下大貫境）
- 下大貫線（西那須野駅西口～下大貫境～ハロープラザ～アグリパル塩原）
- 接骨木線（西那須野駅西口～国際医療福祉大学病院～接骨木公民館前～横林小学校前～アグリパル塩原）
- 湯宮線（黒磯駅西口～那須塩原市役所～那須塩原駅西口～高林十文字～湯宮）
- 高林・青木線（黒磯駅西口～那須塩原市役所～明治の森黒磯～高林公民館～西岩崎集落センター）
- 寺子線（黒磯駅西口～那須塩原市役所～鍋掛十文字～寺子十文字～豊岡）